# Дан Републике (Турска)
Дан Републике (тур. Cumhuriyet Bayramı) је државни празник у Турској у знак сећања на проглашење Републике Турске 29. октобра 1923. Прослава почиње у 13 часова 28. октобра и траје 35 сати.

## Галерија
- Говор Мустафе Кенала Ататурка поводом 10. годишњице Републике Турске (1933)
- Војна парада у Анкари (2012)
- Парада у Анкари (2012)
- Прослава у Истанбулу (2013)